# Goraler
Goraler (Naemorhedus) är ett släkte slidhornsdjur som består av 4 arter som lever i Asien. Tidigare räknades även serover till släktet men de hänförs idag ofta till ett eget släkte Capricornis. 

## Kännetecken
Individerna i arterna (även honorna) har jämförelsevis korta, koniska, bakåtböjda horn av 13 till 18 centimeters längd. De når en kroppslängd mellan 82 och 130 centimeter och därtill kommer en 8 till 20 centimeter lång svans. Mankhöjden ligger mellan 57 och 80 centimeter och vikten mellan 22 och 35 kilogram. Den långa täta pälsen har beroende på art en grå, mörkbrun eller rödaktig färg. Hos alla arter är halsen vit och på ryggen finns en smal svart strimma. Antalet spenar hos honor är fyra. I hannarnas nacke finns dessutom en kort man.

## Utbredning och habitat
Goraler förekommer i östra Asien. Utbredningsområdet sträcker sig från Kashmir i väst till sydöstra Sibirien samt till Thailand och Myanmar. Levnadsområdet utgörs av bergsregioner med skogar mellan 1000 och 4000 meter över havet.

## Levnadssätt
Deras levnadssätt är snarlikt gemsens. De har särskilt bra förmåga att klättra bland klippor. Goraler är vanligen aktiva på morgonen och senare på eftermiddagen. Annars vilar de på klippor där pälsen utgör ett bra kamouflage. Individerna stannar vanligen i ett mindre revir som är några tiotals hektar stort. Endast före vintern vandrar de till mer skyddade trakter. Födan är sammansatt av gräs, löv, kvistar och nötter. De lever i grupper av 4 till 12 individer och bara äldre hannar lever ensamma. Under parningstiden som ligger mellan september och december försöker hannar få kontroll över en grupp med honor. Därför etablerar de ett eget territorium som är 22 till 25 hektar stort.
Efter dräktigheten som varar i 6 till 8 månader föder honan en eller två ungar. De flesta exemplar blir könsmogna när de är tre år gamla. Den äldsta goralen i fångenskap levde 17 år och 7 månader.

## Systematik och släktnamnets stavning
Goraler består enligt de flesta zoologers uppfattning av fyra arter:
- Långsvansad goral, finns i sydöstra Sibirien, nordöstra Kina och Korea.
- Naemorhedus goral, lever i västra Himalaya från Kashmir över Nepal och Bhutan till Assam.
- Naemorhedus griseus, lever i stora delar av Kina (från inre Mongoliet till Yunnan) samt angränsande regioner i Myanmar, Indien, Thailand och Vietnam.
- Röd goral, förekommer i ett mindre område i östra Himalaya i gränsregionen mellan Assam, Yunnan, Tibet och Myanmar. En population i Tibet räknas ibland som egen art N. cranbrooki.

Släktnamnet är sammansatt av de latinska orden nemus, genitiv nemoris (="skog") och haedus (="get") och skulle därför egentligen stavas Nemorhaedus, men biologen Charles Hamilton Smith som beskrev släktet för första gången stavade namnet Naemorhedus som därför är den giltiga beteckningen. I olika skrifter finns andra ogiltiga stavningar som Naemorhaedus, Nemorhaedus, Nemorhedus, Nemorrhaedus och Nemorrhedus.